# Giải Oscar lần thứ 92
Lễ trao giải Oscar lần thứ 92 của Viện Hàn lâm Khoa học và Nghệ thuật Điện ảnh (AMPAS) nhằm tôn vinh những tác phẩm điện ảnh xuất sắc nhất năm 2019 đã diễn ra tại Nhà hát Dolby ở Hollywood, Los Angeles, California. Khác với những buổi lễ trao giải trước đây thường được tổ chức vào cuối tháng 2, lễ trao giải Oscar lần thứ 92 lại được tổ chức sớm hơn, vào ngày 9 tháng 2 năm 2020. Trong buổi lễ, AMPAS đã trao 24 hạng mục Giải thưởng Viện Hàn lâm (thường được gọi là Oscar) cho các bộ phim. Lễ trao giải Oscar lần thứ 92 được phát sóng trên truyền hình tại Hoa Kỳ bởi kênh ABC, do Lynette Howell Taylor và Stephanie Allain sản xuất, và được đạo diễn bởi Glenn Weiss. Do sự thành công của lễ trao giải năm 2019, ABC tuyên bố rằng buổi lễ sẽ lại được tiến hành mà không có người chủ trì.
Sự kiện này đánh dấu lần đầu tiên trong lịch sử Oscar rằng hơn ba bộ phim đã nhận được ít nhất mười đề cử. Ngoài ra, đây là lần thứ ba có hơn hai bộ phim giành ít nhất 10 đề cử (sau Giải Oscar lần thứ 37 và 50).

## Lịch trình
Năm 2018, Hội đồng Quản trị đã bỏ phiếu để di chuyển buổi lễ từ cuối tháng Hai lên đầu tháng Hai.
| Ngày                           | Sự kiện                                   |
| ------------------------------ | ----------------------------------------- |
| Chủ nhật, 27 tháng 10 năm 2019 | Giải thưởng Governors                     |
| Thứ năm, 2 tháng 1 năm 2020    | Bắt đầu đề cử mở                          |
| Thứ năm, 7 tháng 1 năm 2020    | Bắt đầu đề cử kín                         |
| Thứ hai, 13 tháng 1 năm 2020   | Đề cử được công bố                        |
| Thứ hai, 27 tháng 1 năm 2020   | Tiệc chiêu đãi dành cho những người đề cử |
| Thứ tư, 30 Tháng 1, 2020       | Bắt đầu lần bầu chọn cuối cùng            |
| Thứ ba, 4 tháng 2 năm 2020     | Thăm dò ý kiến cuối cùng                  |
| Chủ nhật, 9 tháng 2 năm 2020   | Lễ trao giải Oscar lần thứ 92             |

## Chiến thắng và đề cử

### Giải thưởng Governors
Viện đã tổ chức lễ trao giải Governors hàng năm lần thứ 11 vào ngày 1 tháng 6 năm 2019, nơi các giải thưởng sau đây đã được trao:

#### Giải thưởng danh dự
- David Lynch – đạo diễn và nhà biên kịch người Mỹ [5]
- Wes Studi – diễn viên người Mỹ gốc Cherokee [5]
- Lina Wertmüller – đạo diễn và nhà biên kịch người Ý [5]

#### Giải thưởng nhân đạo Jean Hersholt
- Geena Davis – nữ diễn viên người Mỹ [5]

## Đoạt giải và đề cử
| Phim hay nhất - Ký sinh trùng – Kwak Sin-ae và Bong Joon-ho - Cuộc đua lịch sử – Peter Chernin, Jenno Topping và James Mangold - Người đàn ông Ireland – Martin Scorsese, Robert De Niro, Jane Rosenthal và Emma Tillinger Koskoff - Jojo Rabbit – Carthew Neal, Taika Waititi và Chelsea Winstanley - Joker – Todd Phillips, Bradley Cooper và Emma Tillinger Koskoff - Những người phụ nữ bé nhỏ – Amy Pascal - Câu chuyện hôn nhân – Noah Baumbach và David Heyman - 1917 – Sam Mendes, Pippa Harris, Jayne-Ann Tenggren và Callum McDougal - Chuyện ngày xưa ở... Hollywood – David Heyman, Shannon McIntosh, và Quentin Tarantino | Đạo diễn xuất sắc nhất - Bong Joon-ho – Ký sinh trùng - Martin Scorsese – Người đàn ông Ireland - Todd Phillips – Joker - Sam Mendes – 1917 - Quentin Tarantino – Chuyện ngày xưa ở... Hollywood |
| Nam diễn viên chính xuất sắc nhất - Joaquin Phoenix – Joker vai Arthur Fleck / Joker - Antonio Banderas – Pain and Glory vai Salvador Mallo - Leonardo DiCaprio – Chuyện ngày xưa ở... Hollywood vai Rick Dalton - Adam Driver – Câu chuyện hôn nhân vai Charlie Barber - Jonathan Pryce – Hai vị Giáo hoàng vai Cardinal Jorge Mario Bergoglio | Nữ diễn viên chính xuất sắc nhất - Renée Zellweger – Judy vai Judy Garland - Cynthia Erivo – Harriet vai Harriet Tubman - Scarlett Johansson – Câu chuyện hôn nhân vai Nicole Barber - Saoirse Ronan – Những người phụ nữ bé nhỏ vai Josephine "Jo" March - Charlize Theron – Tin "nóng" vai Megyn Kelly |
| Nam diễn viên phụ xuất sắc nhất - Brad Pitt – Chuyện ngày xưa ở... Hollywood vai Cliff Booth - Tom Hanks – A Beautiful Day in the Neighborhood vai Fred Rogers - Anthony Hopkins – Hai vị Giáo hoàng vai Pope Benedict XVI - Al Pacino – Người đàn ông Ireland vai Jimmy Hoffa - Joe Pesci – Người đàn ông Ireland vai Russell Bufalino | Nữ diễn viên phụ xuất sắc nhất - Laura Dern – Câu chuyện hôn nhân vai Nora Fanshaw - Kathy Bates – Richard Jewell vai Barbara "Bobi" Jewell - Scarlett Johansson – Jojo Rabbit vai Rosie Betzler - Florence Pugh – Những người phụ nữ bé nhỏ vai Amy March - Margot Robbie – Tin "nóng" vai Kayla Pospisil |
| Kịch bản gốc xuất sắc nhất - Ký sinh trùng – Bong Joon-ho và Han Jin-won - Kẻ đâm lén – Rian Johnson - Câu chuyện hôn nhân – Noah Baumbach - 1917 – Sam Mendes and Krysty Wilson-Cairns - Chuyện ngày xưa ở... Hollywood – Quentin Tarantino | Kịch bản chuyển thể xuất sắc nhất - Jojo Rabbit – Taika Waititi dựa trên tiểu thuyết Caging Skies của Christine Leunens - Người đàn ông Ireland – Steven Zaillian dựa trên cuốn sách I Heard You Paint Houses của Charles Brandt - Joker – Todd Phillips và Scott Silver dựa trên các nhân vật sáng tạo bởi Bill Finger, Bob Kane và Jerry Robinson - Những người phụ nữ bé nhỏ – Greta Gerwig dựa trên tiểu thuyết của Louisa May Alcott - Hai vị Giáo hoàng – Anthony McCarten dựa trên vở kịch The Pope của chính ông |
| Phim hoạt hình hay nhất - Câu chuyện đồ chơi 4 – Josh Cooley, Jonas Rivera và Mark Nielsen - Bí kíp luyện rồng: Vùng đất bí ẩn – Dean DeBlois, Bonnie Arnold và Brad Lewis - Cơ thể tôi đâu rồi? – Jérémy Clapin và Marc du Pontavice - Klaus: Câu chuyện Giáng sinh – Sergio Pablos, Jinko Gotoh, và Marisa Román - Missing Link – Chris Butler, Arianne Sutner và Travis Knight | Phim quốc tế xuất sắc nhất - Ký sinh trùng (Hàn Quốc) bằng tiếng Hàn – đạo diễn bởi Bong Joon-ho - Corpus Christi (Ba Lan) bằng tiếng Ba Lan – directed by Jan Komasa - Honeyland (Bắc Macedonia) bằng tiếng Thổ Nhĩ Kỳ và tiếng Macedonia – đạo diễn bởi Tamara Kotevska và Ljubomir Stefanov - Les Misérables (Pháp) bằng tiếng Pháp – đạo diễn bởi Ladj Ly - Pain and Glory (Tây Ban Nha) bằng Tiếng Tây Ban Nha – đạo diễn bởi Pedro Almodóvar                                                                       |
| Phim tài liệu hay nhất - Công xưởng Hoa Kỳ – Steven Bognar, Julia Reichert và Jeff Reichert - The Cave – Feras Fayyad, Kirstine Barfod và Sigrid Dyekjær - The Edge of Democracy – Petra Costa, Joanna Natasegara, Shane Boris và Tiago Pavan - For Sama – Waad Al-Kateab và Edward Watts - Honeyland – Ljubomir Stefanov, Tamara Kotevska và Atanas Georgiev | Phim tài liệu ngắn hay nhất - Learning to Skateboard in a Warzone (If You're a Girl) – Carol Dysinger và Elena Andreicheva - In the Absence – Yi Seung-Jun và Gary Byung-Seok Kam - Life Overtakes Me – John Haptas và Kristine Samuelson - St. Louis Superman – Smriti Mundhra và Sami Khan - Walk Run Cha-Cha – Laura Nix và Colette Sandstedt |
| Phim ngắn người đóng hay nhất - The Neighbors' Window – Marshall Curry - Brotherhood – Meryam Joobeur và Maria Gracia Turgeon - Nefta Football Club – Yves Piat và Damien Megherbi - Saria – Bryan Buckley và Matt Lefebvre - A Sister – Delphine Girard | Phim hoạt hình ngắn hay nhất - Hair Love – Matthew A. Cherry và Karen Rupert Toliver - Dcera (Daughter) – Daria Kashcheeva - Kitbull – Rosana Sullivan và Kathryn Hendrickson - Memorable – Bruno Collet và Jean-François Le Corre - Sister – Siqi Song |
| Nhạc phim hay nhất - Joker – Hildur Guðnadóttir - Những người phụ nữ bé nhỏ – Alexandre Desplat - Câu chuyện hôn nhân – Randy Newman - 1917 – Thomas Newman - Star Wars: Skywalker trỗi dậy – John Williams | Ca khúc trong phim hay nhất - "(I'm Gonna) Love Me Again" từ Người hỏa tiễn – Nhạc bởi Elton John; Lời bởi Bernie Taupin - "I Can't Let You Throw Yourself Away" từ Câu chuyện đồ chơi 4 – Nhạc và lời bởi Randy Newman - "I'm Standing with You" từ Breakthrough – Nhạc và lời bởi Diane Warren - "Into the Unknown" từ Nữ hoàng băng giá 2 – Nhạc và lời bởi Kristen Anderson-Lopez và Robert Lopez - "Stand Up" từ Harriet – Nhạc và lời bởi Joshuah Brian Campbell và Cynthia Erivo                                  |
| Biên tập âm thanh xuất sắc nhất - Cuộc đua lịch sử – Donald Sylvester - Joker – Alan Robert Murray - 1917 – Oliver Tarney và Rachael Tate - Chuyện ngày xưa ở... Hollywood – Wylie Stateman - Star Wars: Skywalker trỗi dậy – Matthew Wood và David Acord | Hòa âm hay nhất - 1917 – Mark Taylor và Stuart Wilson - Ad Astra – Gary Rydstrom, Tom Johnson và Mark Ulano - Cuộc đua lịch sử – Paul Massey, David Giammarco, and Steven A. Morrow - Joker – Tom Ozanich, Dean Zupancic và Tod Maitland - Chuyện ngày xưa ở... Hollywood – Michael Minkler, Christian P. Minkler và Mark Ulano |
| Thiết kế sản xuất xuất sắc nhất - Chuyện ngày xưa ở... Hollywood – Thiết kế sản xuất: Barbara Ling; Trang trí bổi cảnh: Nancy Haigh - Người đàn ông Ireland – Thiết kế sản xuất: Bob Shaw; Trang trí bổi cảnh: Regina Graves - Jojo Rabbit – Thiết kế sản xuất: Ra Vincent; Trang trí bổi cảnh: Nora Sopková - 1917 – Thiết kế sản xuất: Dennis Gassner; Trang trí bổi cảnh: Lee Sandales - Ký sinh trùng – Thiết kế sản xuất: Lee Ha-jun; Trang trí bổi cảnh: Cho Won-woo | Quay phim xuất sắc nhất - 1917 – Roger Deakins - Người đàn ông Ireland – Rodrigo Prieto - Joker – Lawrence Sher - The Lighthouse – Jarin Blaschke - Chuyện ngày xưa ở... Hollywood – Robert Richardson |
| Hóa trang và làm tóc xuất sắc nhất - Tin "nóng" – Kazu Hiro, Anne Morgan và Vivian Baker - Joker – Nicki Ledermann và Kay Georgiou - Judy – Jeremy Woodhead - Tiên hắc ám 2 – Paul Gooch, Arjen Tuiten và David White - 1917 – Naomi Donne, Tristan Versluis và Rebecca Cole | Thiết kế phục trang đẹp nhất - Những người phụ nữ bé nhỏ – Jacqueline Durran - Người đàn ông Ireland – Sandy Powell and Christopher Peterson - Jojo Rabbit – Mayes C. Rubeo - Joker – Mark Bridges - Chuyện ngày xưa ở... Hollywood – Arianne Phillips |
| Dựng phim xuất sắc nhất - Cuộc đua lịch sử – Andrew Buckland and Michael McCusker - Người đàn ông Ireland – Thelma Schoonmaker - Jojo Rabbit – Tom Eagles - Joker – Jeff Groth - Ký sinh trùng – Yang Jin-mo | Hiệu ứng hình ảnh xuất sắc nhất - 1917 – Guillaume Rocheron, Greg Butler và Dominic Tuohy - Avengers: Hồi kết – Dan DeLeeuw, Matt Aitken, Russell Earl và Dan Sudick - Người đàn ông Ireland – Pablo Helman, Leandro Estebecorena, Stephane Grabli và Nelson Sepulveda - Vua sư tử – Robert Legato, Adam Valdez, Andrew R. Jones và Elliot Newman - Star Wars: Skywalker trỗi dậy – Roger Guyett, Neal Scanlan, Patrick Tubach và Dominic Tuohy                                                                          |

## Thông tin buổi lễ
Trong cuộc họp hội đồng quản trị vào tháng 4 năm 2019, Viện hàn lâm đã bỏ phiếu đổi tên hạng mục "Phim nói tiếng nước ngoài hay nhất" thành "Phim quốc tế hay nhất". Phim hoạt hình và phim tài liệu cũng sẽ đủ điều kiện nhận giải thưởng đó, nhưng các tiêu chí còn lại vẫn là đề nghị các ứng cử viên phải có phần lớn đoạn hội thoại của họ bằng ngôn ngữ không phải tiếng Anh.
Hạng mục Hóa trang xuất sắc nhất đã được mở rộng từ bảy phim và ba đề cử lên mười phim và năm đề cử ở chung kết.